# Bilz-Buch
Das Bilz-Buch bzw. Bilzbuch ist das von dem sächsischen Naturheilkundler Friedrich Eduard Bilz 1888 verfasste Werk Das neue Heilverfahren. Lehrbuch der naturgemäßen Heilweise und Gesundheitspflege, das er in dem ebenfalls von ihm gegründeten Verlag, der F. E. Bilz Verlags-Buchhandlung, herausgab.

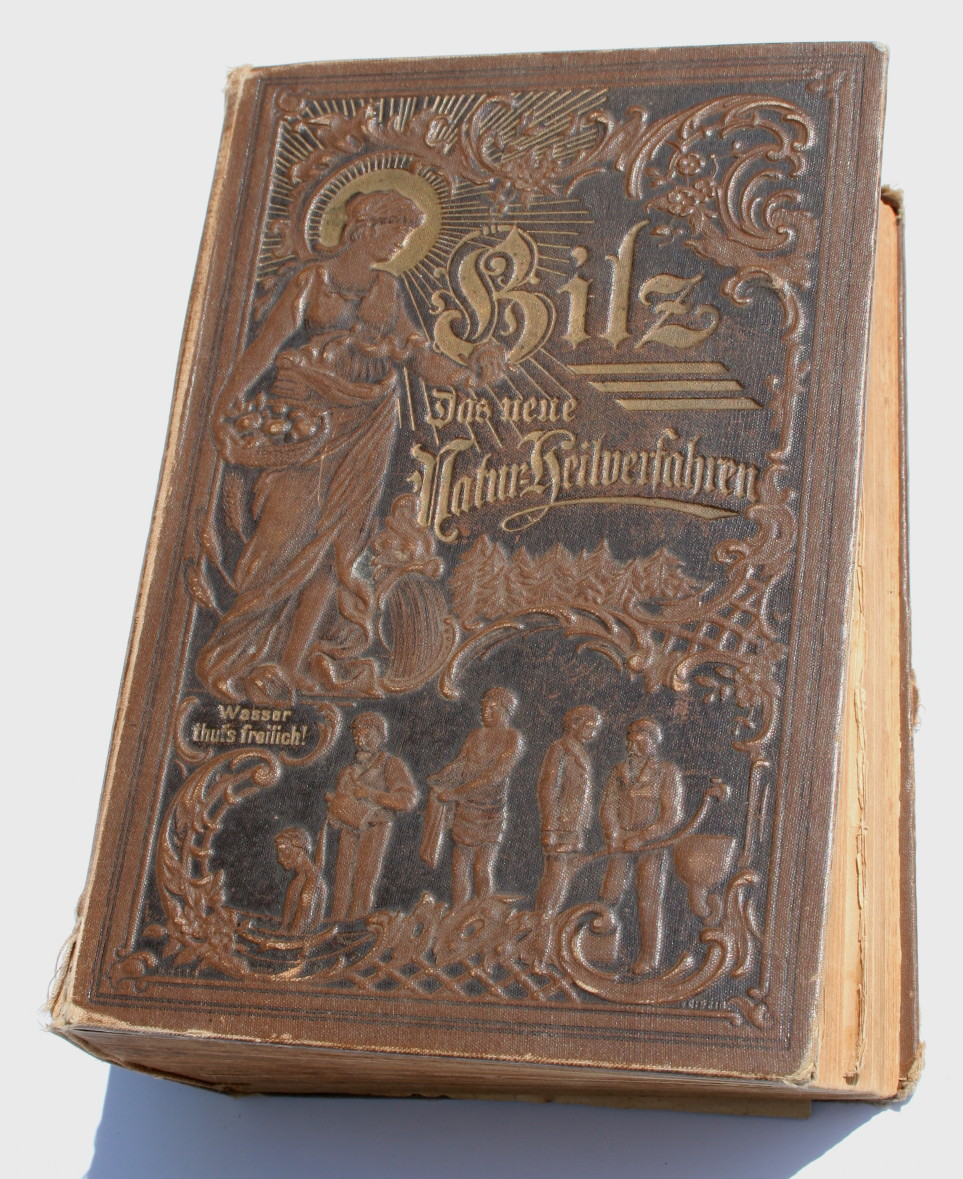
Bilz-Buch, einbändige 25. Ausgabe von 1895

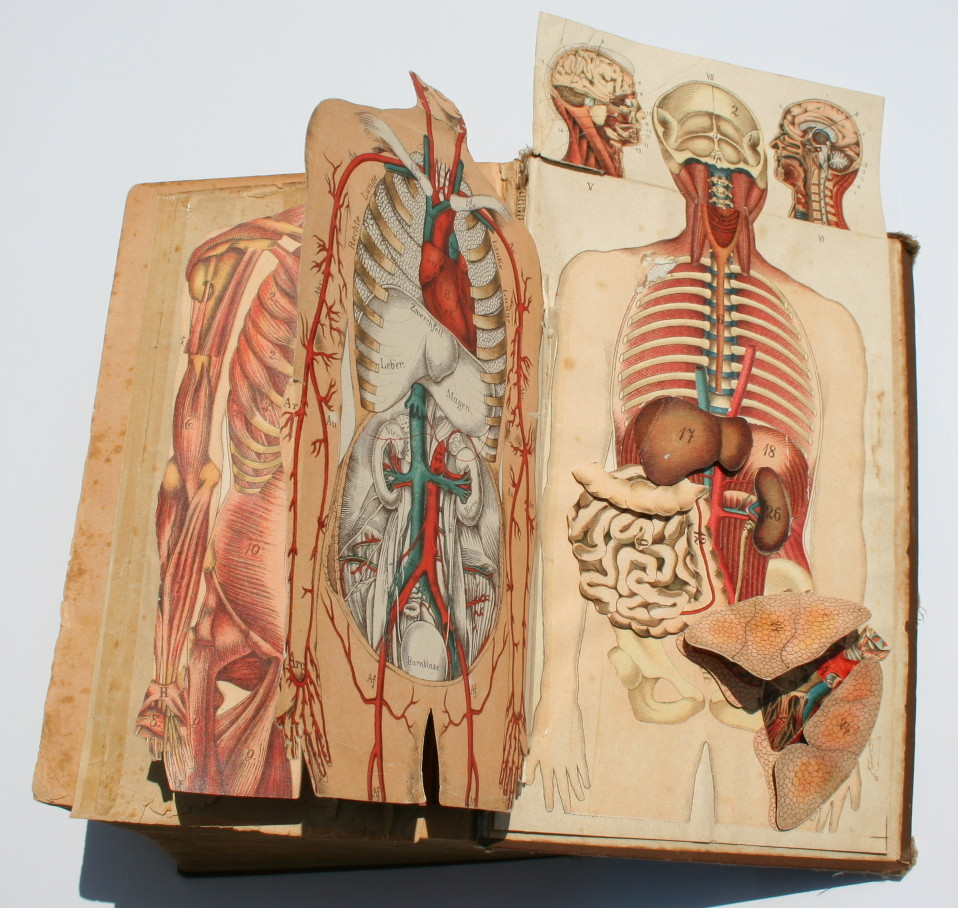
Bilz-Buch, hinterer Umschlag mit anatomischen Modellen zum Ausklappen

Das Buch erschien zwischen 1888 und 1956 in zahlreichen, teilweise stark überarbeiteten Auflagen, von denen insgesamt um die 3,5 Millionen Exemplare verkauft wurden. Das international erfolgreiche Werk erschien in mindestens zwölf Fremdsprachen (Englisch, Französisch, Italienisch, Böhmisch, Polnisch, Ungarisch, Spanisch, Portugiesisch, Holländisch, Dänisch, Schwedisch, Russisch).

## Auflagen (Auswahl)
- Erstausgabe: Friedrich Eduard Bilz: Das neue Heilverfahren. Lehrbuch der naturgemäßen Heilweise und Gesundheitspflege. Verlag F. E. Bilz, Dresden 1888.
- Friedrich Eduard Bilz: Das neue Naturheilverfahren. Lehr- und Nachschlagebuch der naturgemäßen Heilweise und Gesundheitspflege. Verlag F. E. Bilz, Dresden, Radebeul. 20. Auflage 1894.
- Million-Jubiläums-Ausgabe: F[riedrich] E[duard] Bilz: Das neue Naturheilverfahren. Lehr- und Nachschlagebuch der naturgemäßen Heilweise und Gesundheitspflege. Verlag F. E. Bilz, Leipzig 1902 (Drucker: Frankenstein & Wagner, Leipzig).
- Friedrich Eduard Bilz: Das neue Naturheilverfahren mit Einschluß der Biologie und aller verwandten Heilmethoden wie Kräuterheilverfahren, Homöopathie, Biochemie, Bestrahlungstherapie usw.: Lehr- u. Nachschlagebuch. 2 Bände. F. E. Bilz, Leipzig 1924.
- Volksausgabe: F. E. Bilz: Das neue Naturheilverfahren. Ärztlich durchges. u. neuzeitlich verb. Lehr- u. Nachschlagebuch d. naturgemäßen Heilweise u. Gesundheitspflege sowie aller verwandten Reformheilmethoden; Mit über 1400 S. Text, mehreren hundert belehr. Textill., e. großen Anzahl wertvoller farb. Taf., ferner mit e. farb. Modellatlas über d. Entwicklung d. Menschen vor d. Geburt, e. farb. Atlas d. verschiedensten Krankheiten u. e. farb. Atlas d. Heil- u. Nährpflanzen, sowie d. eßbaren u. gift. Pilze. F. E. Bilz, Dresden-Radebeul 1927/1928.
- Jubiläums-Ausgabe (50 Jahre): Friedrich Eduard Bilz: Das neue Naturheilverfahren. Lehr- und Nachschlagebuch der naturgemäßen Lebens- und Heilweise sowie neuzeitlichen Gesundheitsführung. Mit 3 gefalteten ausklappbaren Tafeln und mit vielen zum Teil farbigen Abbildungen. 2 Bände. F. E. Bilz G.m.b.H. Verlag, Dresden-Radebeul 1938.
- Letzte Lizenz-Ausgabe: Friedrich Eduard Bilz, Hans Balzli: Natürliche Heilmethoden. Nachschlagebuch der naturgemässen Lebens- und Heilweise; mit einem ausklappbaren farbigen Plastikmodell des Menschen. Keyser, 1956.